# Renée Fregosi
Renée Fregosi, née le 5 mai 1955 à Ajaccio, est une philosophe et politologue française.

## Biographie
Née en 1955, Renée Fregosi adhère au Parti socialiste en 1976 auquel elle reste attachée malgré ses nombreuses divergences pendant de nombreuses années. Elle quitte le PS en 2022 lorsqu'il intègre la NUPES tout en continuant à affirmer son appartenance à une gauche laïque, démocratique et sociale.
Elle soutient deux thèses (de philosophie en 1984 sur Vladimir Jankélévitch, et de science politique en 1996 sur les transitions à la démocratie en Amérique latine et dans les PECO) à l’université Paris 1 Panthéon-Sorbonne tout en poursuivant une activité professionnelle.
Pendant 20 ans elle est assistante parlementaire, directrice adjointe puis directrice de l’Institut de recherche du PS (ISER), directrice du département international du PS. Consultante internationale, elle est engagée dans de nombreuses actions de coopération internationale à travers le monde.
En 2001 elle intègre l’institution universitaire en tant qu’enseignante-chercheuse à l’Institut des hautes études d'Amérique latine (IHEAL) de l'université Sorbonne Nouvelle - Paris 3, où elle est directrice de recherche en science politique de 2002 (après l’obtention de son HDR en science politique) à 2020.
Elle participe en mai 2024 aux journées du « Printemps de la liberté d'expression », organisées par le Centre méditerranéen de littérature, sous l'égide de la municipalité RN de Perpignan,. Le salon réunit des essayistes conservateurs et proches de l'extrême droite.

## Ouvrages publiés
- Le Sud global à la dérive. Entre décolonialisme et antisémitisme. Éditions Intervalles, 2025 (171 pages)
- Cinquante nuances de dictature: tentations et emprises autoritaires en France et ailleurs. Éditions de l'Aube, 2023 (200 pages)  (ISBN 978-2-8159-5453-2)
- Comment je n'ai pas fait carrière au PS. La social-démocratie empêchée. Ed. Balland, 2021 (277 pages)
- Le bêtiser du laïco-sceptique. Avec Nathalie Heinich, Virginie Tournay et Jean-Pierre Sakoun. Dessins de Xavier Gorce. Ed. Minerve, 2021 (158 pages)
- Français encore un effort... pour rester laïques ! Ed. L'Harmattan, 2019 (196 pages)
- L’Argentine de Perón, pièce maîtresse de l’accueil des anciens nazis en Amérique latine. Ed. HAL open science, 2018 (19 pages)
- Les Nouveaux autoritaires. Justiciers, censeurs et autocrates. Ed. du Moment, 2016 (300 pages)
- Parcours transnationaux de la démocratie. Transition, consolidation, déstabilisation, Ed. Peter Lang, 2011 (195 pages)
- Droits de l’Homme et consolidation de la démocratie en Amérique du Sud. Direction de l’ouvrage avec Rodrigo España et introduction sous le titre « La question des droits de l’Homme au cœur des démocraties latino-américaines », Ed. L’Harmattan, 2009  (321 pages)
- Altérité et mondialisation. La voie latino-américaine, Éditions Ellipses, 2006 (254 pages)
- Armées et pouvoirs en Amérique latine. Direction de l’ouvrage, présentation, postface et article intitulé « La fin des coups d’État militaires en Amérique latine ? Mutineries et coups manqués en Argentine et au Paraguay dans les années 80-90 », Ed. de l’IHEAL, 2004 (220 pages)
- Le Paraguay au XXe siècle. Naissance d’une démocratie, Ed. L’Harmattan 1997 (399 pages)